# Лихобори (станція МЦК)
Лихобори — зупинний пункт/пасажирська платформа Малого кільця Московської залізниці, яка обслуговує маршрут міського електропоїзда —  Московське центральне кільце. Розташована в східній горловині однойменної вантажної станції. Відкрита 10 вересня 2016 року разом з відкриттям пасажирського руху електропоїздів МЦК. Спочатку робоча назва платформи була «Миколаївська», остаточна назва «Лихобори» присвоєно в липні 2016 року.

## Розташування
Платформа Лихобори розташована у східній горловині однойменної станції на захід від перетину з головним ходом Октябрської залізниці між платформами Окружна і Коптєво, у  Північному адміністративному окрузі на межі районів Головинський і Коптєво.

## Технічні характеристики
Вестибюль станції суміщений з надземним пішохідним переходом над коліями. Обладнаний касами, турнікетами, ескалаторами, ліфтами, і санітарними кімнатами. Вихід до проїзду Черепанових і зупинного пункту  Лихобори Жовтневої залізниці. Біля ТПВ «Лихобори» планується побудувати торгово-розважальний комплекс з паркуванням на 1350 автомісць, а також багаторівневий гараж площею 15,8 тис. м². Крім того, на території ТПВ побудують хокейну коробку. На станції заставлено тактильне покриття.